# Ormosia inaequispina
Ormosia inaequispina is een tweevleugelige uit de familie steltmuggen (Limoniidae). De soort komt voor in het Palearctisch gebied.